# Столкновение близ села Чинари (29 декабря 2016)
Столкновение близ села Чинари (29 декабря 2016) — боестолкновение на армяно-азербайджанской границе близ армянского села Чинари между вооружёнными силами Армении и Азербайджана. В результате столкновения граница между республиками не изменилась, потери в живой силе понесли обе стороны, тело одного азербайджанского военнослужащего осталось на армянской стороне.

## Предыстория
В конце 1980-х годов, в регионе вспыхнул Карабахский конфликт, вылившийся в полномасштабную войну, между армянским населением Нагорного Карабаха, поддерживаемым Арменией, с одной стороны, и Азербайджаном с другой. После нескольких лет кровопролитных боев, 12 мая 1994 года представители Азербайджана, Армении и НКР подписали соглашение о перемирии.
За прошедшие с момента окончания активных боевых действий годы, Азербайджан и Армения активно закупали вооружение и боевую технику, преимущественно у России. По данным на 2014 год, опубликованным на сайте ЦРУ, Азербайджан тратил на военные нужды 5,1 % ВВП, Армения — 4,29 %. За все это время перемирие неоднократно нарушалось обеими сторонами
При этом, как отмечает специалист по Кавказу Томас де Ваал, традиционно стороной, которая больше всего нарушает режим прекращение огня, является азербайджанская сторона, которой не нравится установившийся статус-кво. Поэтому у них больше причин для нарушения договоренностей о прекращении огня

## Хронология
29 декабря МО Армении выступило с сообщением согласно которому азербайджанские войска предприняли попытку диверсии на участке государственной границы к юго-востоку от села Чинари Тавушской области Армении. В результате предпринятых с армянской стороны действий, противник отступил, неся потери в виде убитых и раненых, в том числе на позициях МО Армении. По данным Минобороны Армении, жертвы с азербайджанской стороны составляют семь человек. В то же время в сообщении говорилось что бою при защите государственной границы погибли трое военнослужащих Вооруженных сил Армении. Изначально представитель азербайджанского военного ведомства со своей стороны заявил, что официальной информации о боестолкновениях на границе нет. Позже, через несколько часов, МО Азербайджана сообщило о столкновениях на границе с Арменией. Согласно сообщению разведгруппа ВС Армении нарушила государственную границу Азербайджана, но нарвалась на засаду и понеся многочисленные потери отступила. При этом в сообщении говорилось, что один азербайджанский военнослужащий пропал без вести (позже выясниться что тело солдата осталось на армянской стороне). По словам командиров убитого азербайджанского солдата, во время столкновения он, после того, как противник отступил, стал пресследовать врага, оказавшись на армянской стороне, где убил одного офицера и двух рядовых ВС Армении и сам был убит. Другие военные источники[кто?] сообщили, что армянская сторона, неся серьёзные потери, смогла переправить азербайджанского военнослужащего на территорию Армении. Министерство обороны Армении, в ответ на заявления азербайджанского военного ведомства заявило, что у ВС Армении есть фактические и неопровержимые доказательства того, что именно азербайджанская сторона инициировала наступление. Как отмечается в заявлении армянского оборонного ведомства, в отличие от азербайджанских военнослужащих, армянские солдаты были убиты на месте несения службы. Поэтому, согласно МО Армении, на этом фоне превращаются в фарс утверждения азербайджанской стороны о том, что военнослужащий ВС Азербайджана пропал без вести во время пресечения действий разведгруппы ВС Армении. По мнению главы МИД Армении Эдварда Налбандяна, когда азербайджанский диверсант обезвреживается на армянских позициях, для всех и без механизма расследования очевидно, кто напал. По сообщению Министерства обороны Азербайджана, о том, что нападение совершила именно армянская сторона говорит одежда убитого азербайджанского солдата, фотографии которого были распространены армянской стороной: на фотографии видно, что убитый был одет в форму, в которой солдаты ведут дежурство на посту, тогда как спецформа военнослужащего, идущего на разведку, выглядит совсем иначе.
30 декабря пресс-секретарь Минобороны Армении Арцрун Ованнисян заявил что армянские подразделения предприняли ответные карательные действия, в результате чего было уничтожено ещё четыре азербайджанских солдата. Министерство обороны Азербайджана опровегрло эту информацию, заявив, что подразделения Вооруженных Сил Азербайджана не понесли никаких потерь, продолжают вести службу и полностью контролируют оперативную обстановку. Согласно военному ведомству Азербайджана, подобная информация распространена армянской стороной для оправдания своих потерь и рассчитана на внутреннюю аудиторию.

## Дальнейшие события
Погибшие в результате столкновения армянские военнослужащие, указом Президента Республики Армения посмертно были представлены к наградам: лейтенант Шаварш Меликян был награждён орденом «Мужество», а рядовые Эрик Абовян и Эдгар Нараян награждены медалями «Боевая служба».

### Судьба тела азербайджанского военнослужащего

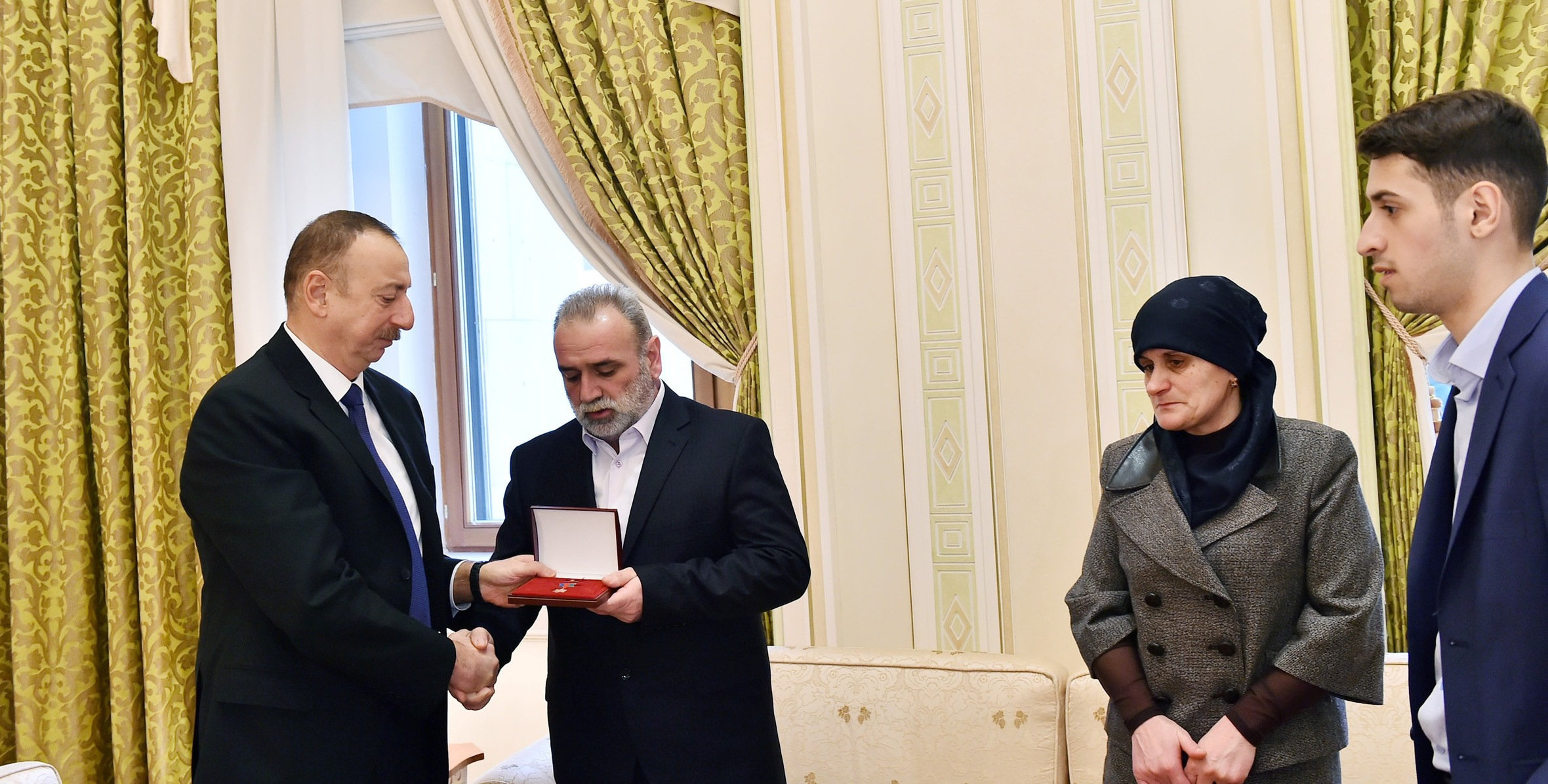
Президент Азербайджана Ильхам Алиев передаёт отцу Чингиза Гурбанова медаль «Золотая Звезда» Национального Героя Азербайджана

После окончания боевых действий выяснилось, что тело азербайджанского военнослужащего рядового Чингиза Гурбанова осталось на армянской стороне. 10 января посредники Минской группы ОБСЕ по урегулированию карабахской проблемы выступили с заявлением по Карабаху, где в числе прочего призвали незамедлительно вернуть тело погибшего азербайджанского военнослужащего. 5 февраля 2017 года, на участке Иджеван-Газах армяно-азербайджанской границы, власти Армении при посредничестве Международного комитета красного креста (МККК) передали тело убитого азербайджанского военнослужащего. По мнению главы МИД Азербайджана Эльмара Мамедъярова, задержка тела Гурбанова армянской стороной на такой период была сделана специально, чтобы будоражить общественное мнение. Спустя два дня после возвращения тела, Чингизу Гурбанову распоряжением Президента Азербайджанской Республики было присвоено звание «Национальный Герой Азербайджана».

## Реакция
Комментируя боестолкновение на границе, Министерство обороны Армении заявило что оно вновь подтверждает свою позицию о необходимости внедрения механизмов международного расследования для предотвращения провокаций и обеспечения контроля за неукоснительным выполнением международных обязательств по соблюдению перемирия
Генеральный секретарь ОДКБ Николай Бордюжа прокомментировал ситуацию в связи с вооруженным инцидентом на армяно-азербайджанской границе:

В Секретариате ОДКБ с особой тревогой восприняли информацию о вооруженном инциденте возле села Чинари Республики Армения. Рассматриваем эти действия на территории государства-члена ОДКБ как провокационные, особенно на фоне достаточно тяжелого инцидента в Нагорно-Карабахской Республике с применением тяжелого вооружения и бронетехники в апреле сего года. Казалось бы, с учётом усилий, которые были предприняты с обеих сторон, а также лидерами ряда государств, процесс урегулирования нагорно-карабахской проблемы наконец-то пойдет более активно. Однако, поступающие в последнее время из региона сообщения о регулярных нарушениях договоренностей о прекращении огня, а тем более очередной инцидент 29 декабря приведший к гибели военнослужащих, вызывают серьёзную озабоченность. 
Сопредседатели Минской группы ОБСЕ призвали президентов Армении и Азербайджана строго соблюдать договоренности, достигнутые в ходе встреч на высшем уровне в Вене и Санкт-Петербурге в 2016 году, как говорится в сообщении:

Нарушения режима прекращения огня являются неприемлемыми и противоречат признанным обязательствам сторон, которые несут полную ответственность не применять силу

## Позиция Европейского суда по правам человека
Родственники троих погибших армянских военнослужащих подали жалобы в ЕСПЧ, который объединил жалобы и 19 декабря 2023 года вынес решение по делу «Narayan and others v. Azerbaijan». Жалобы были поданы против Азербайджана, который в ответе ЕСПЧ заявил, что гибель армянских военнослужащих была «инсценировкой». Однако ЕСПЧ признал вину Азербайджана за гибель армянских военнослужащих — Эдгара Нараяна и Эрика Абовяна, которые были убиты за пределами воинской части и не имели при себе оружия, а также не были одеты в военную форму. Родственникам Нараяна была назначена компенсация в размере 16 тысяч евро за моральный ущерб и 2780 евро в счёт компенсации судебных расходов. Такие же компенсации были назначены родственникам Абовяна. Жалоба родителей Шаварша Меликяна была признана неприемлемой по той причине, что Меликян был убит при попытке прийти на помощь своим сослуживцам, когда открыл огонь в направлении противника.